# Legio VI Hispana
La Legio VI Hispana (Sexta legión «hispana») fue una legión romana de la que se sabe poco. Las escasas referencias disponibles parecen indicar que fue creada después del año 210, posiblemente por Septimio Severo o su sucesor Caracalla. La legión fue aparentemente aniquilada por fuerzas escitas en la batalla de Abrito que se luchó en Mesia Inferior alrededor del mes de julio de 251.